# Çorum
Çorum (byzantskou řečtinou: Ευχάνεια, Euchaneia) je turecké město v severní Anatolii a správní středisko stejnojmenné provincie. Nachází se cca 200 km severovýchodně od Ankary.
Žije zde 294 807 obyvatel (2018). Na území Çorumu se nachází řada frýgických a chetitských archeologických nalezišť. Oblast Çorumu byla prokazatelně osídlena již v paleolitu.
Město Çorum je známé pro svou lokální specialitu „Çorum mantısı“ (vařené taštičky plněné masem) a praženou cizrnu zvanou leblebi.